# Muscoli e dei
Muscoli e dei è l'album di debutto del gruppo italiano dei Marta sui Tubi, pubblicato nel 2003.

## Tracce
1. L'equilibrista - 2.10
2. Vecchi difetti - 4.01
3. Stitichezza cronica - 2.38
4. Muscoli e dei - 2.29
5. Post - 3.53
6. Volè - 2.32
7. Sei dicembre - 2.58
8. Il giorno del mio compleanno - 3.00
9. Le cose cambiano - 2.55
10. Stento - 2.16
11. Sole -  3.13

## Formazione
- Giovanni Gulino - voce
- Carmelo Pipitone - voce, chitarra
- Conco - batteria